# Епархия Порту-Насиунала
Епархия Порту-Насиунала (лат. Dioecesis Portus Nationalis) — епархия Римско-Католической церкви с центром в городе Порту-Насиунал, Бразилия. Епархия Порту-Насиунала входит в митрополию Палмаса. Кафедральным собором епархии Порту-Насиунала является церковь Пресвятой Девы Марии.  

## История
20 декабря 1915 года Римский папа Бенедикт XV издал буллу Apostolatus officium, которой учредил епархию Порту-Насиунала, выделив её из епархии Гояса.

## Ординарии епархии
- епископ Raymond Dominique Carrerot (1920—1933);
- епископ Alain Marie Hubert Antoine Jean Roland du Noday (1936—1976);
- епископ Celso Pereira de Almeida (1976—1995);
- епископ Geraldo Vieira Gusmão (1997—2009);
- епископ Romualdo Matias Kujawski (2009 — 14.12.2022, в отставке);
- епископ José Moreira da Silva (14.12.2022 — по настоящее время).

## Источник
- Annuario Pontificio, Libreria Editrice Vaticana, Città del Vaticano, 2003, ISBN 88-209-7422-3
- Булла Apostolatus officium, AAS 8 (1916), стр. 92  (лат.)